# Sepaicutea costata
Sepaicutea costata är en skalbaggsart som beskrevs av Martins och Maria Helena M. Galileo 2005. Sepaicutea costata ingår i släktet Sepaicutea och familjen långhorningar. Inga underarter finns listade i Catalogue of Life.